# Eublemma bythinica
Eublemma bythinica là một loài bướm đêm trong họ Erebidae.